# رابرت جیمز مون
رابرت جیمز مون (انگلیسی: Robert James Moon؛ زاده ۱۹۱۱ درگذشته ۱۹۸۹) فیزیک‌دان آمریکایی بود. او از چهره‌های برجستهٔ فیزیک هسته‌ای و از دست‌اندرکاران پروژه منهتن بود. رابرت جیمز مون در زمینهٔ کار بر روی هسته اتم مبتنی بر جسم افلاطونی پیشگام بود.